# Bachiller de Divinidad

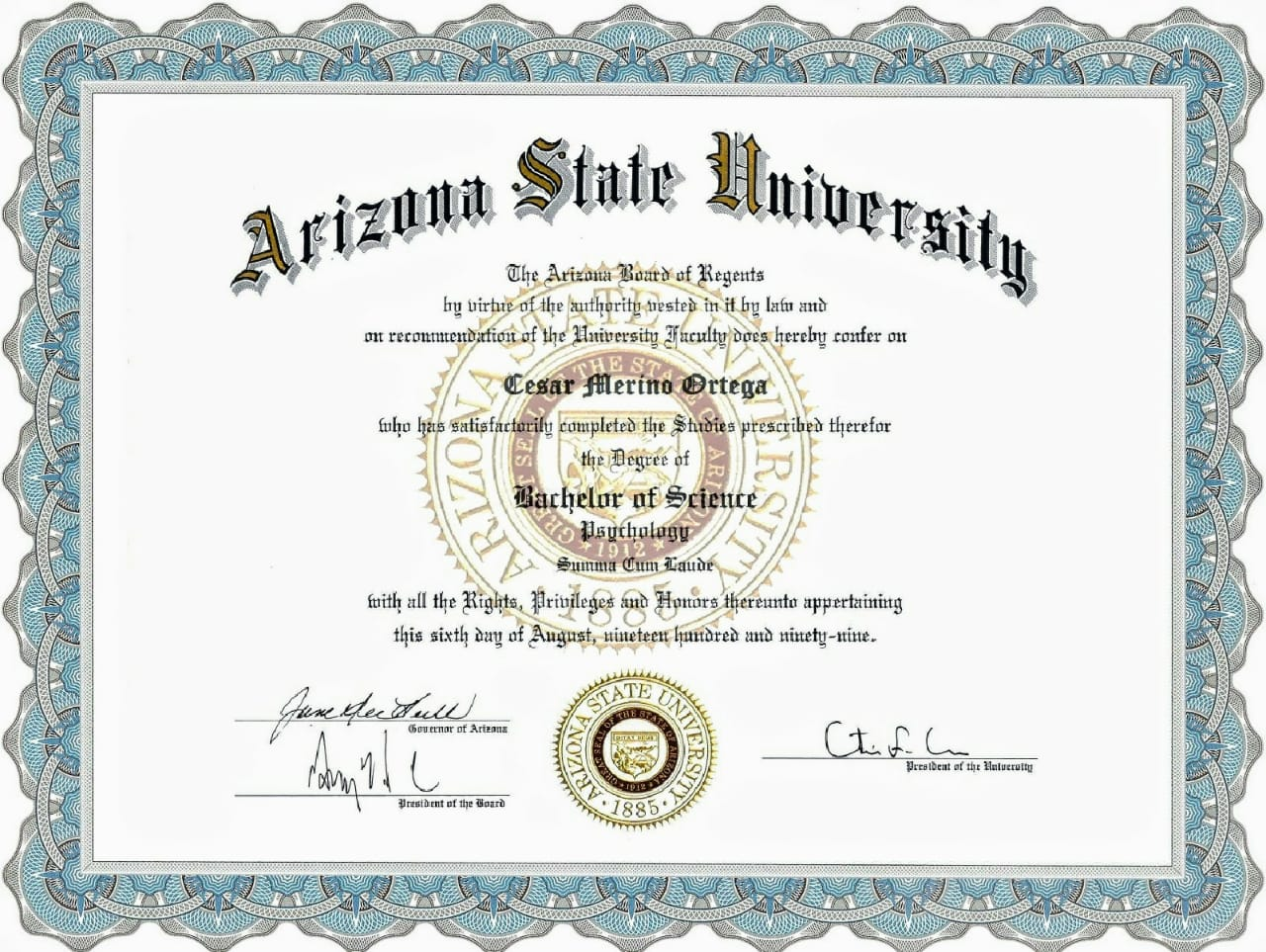
Licenciatura en Ciencias de la Psicología

En las universidades occidentales, un Bachillerato en Divinidad o Bachillerato en Divinidad (BD o BDiv ; en latín: Baccalaureus Divinitatis) es un título académico de pregrado o posgrado otorgado por un curso tomado en el estudio de la Divinidad o disciplinas relacionadas, como Teología o, raramente, estudios religiosos. En la mayoría de las universidades modernas, el BD como primer grado es esencialmente equivalente a una licenciatura en letras con especialidad en Teología. En la actualidad, relativamente pocas instituciones otorgan títulos de licenciatura en Teología, y la distinción entre las instituciones que otorgan tales títulos y las que otorgan títulos de licenciatura para materias teológicas suele ser más burocrática que curricular. 
En las universidades católicas, el Bachillerato en Teología Sagrada (STB) a menudo se llama Bachillerato en Divinidad (BD) y se trata como una calificación de posgrado. 

## Reino Unido
En la Universidad de Cambridge y anteriormente en la Universidad de Oxford, el BD es una calificación de posgrado, y los solicitantes deben haber completado una licenciatura antes de convertirse en candidatos para el título. El mismo principio se aplicó en Oxford, donde el título se cerró a nuevos registros en 2005; Se siguen concediendo BD a los registrados antes de 2005. La inscripción para el BD de Cambridge solo está abierta a los graduados sénior de esa universidad. El BD en Cambridge es el título de licenciatura de mayor rango, y es tan alto que supera al doctorado. Requiere una contribución significativa al conocimiento en el área de la teología cristiana y se otorga con base en trabajos publicados, disertaciones o una combinación de ambos.
El BD de la Universidad de Durham era de naturaleza similar y estaba disponible para graduados de siete años. Se otorgó sobre la base de un trabajo publicado de una extensión similar a un doctorado; la base habitual para la distinción era un libro. Ya no se otorga. St Mary's College en la Universidad de Saint Andrews, donde el principal premio de pregrado es el MTheol (Maestría en Teología), ofrece el BD después de un curso de estudio de tres años para graduados en otras disciplinas. 
Los ejemplos actuales de cuándo este título se imparte como un programa de pregrado en el Reino Unido son: la Universidad de Saint Andrews (donde los participantes deben tener un título en otra disciplina); La Queen's University de Belfast; la Universidad de Aberdeen; la Universidad de Edimburgo; y la Universidad de Glasgow. 
Heythrop College, una facultad constitutiva de la Universidad de Londres, ofrece un curso de BD a través de los Programas Internacionales de la Universidad de Londres. Debido al cierre de Heythrop College programado para el verano de 2018, a partir del 1 de agosto de 2017, la propia Universidad de Londres proporcionará dirección académica para el programa Divinity, ya que se seguirá ofreciendo a través del Programa Internacional.

## Irlanda
En Irlanda, St. Patrick's College, Maynooth (Universidad Pontificia) ofrece el título de Bachillerato en Divinidad (BD) a estudiantes que ya han completado estudios en teología o filosofía. El Instituto de Teología y Filosofía de Milltown y la mayoría de los otros seminarios católicos ( Clonliffe College, Thurles, Carlow, etc.) también habrían otorgado el título de BD. 
Trinity College, Dublín, como lo hacía tradicionalmente para el clero de la Iglesia de Irlanda, ofrece una Licenciatura en Divinidad (BD) como título de posgrado; es el título de licenciatura de mayor rango y es tan superior que supera a todos los títulos excepto a los doctorados. Requiere una contribución significativa al conocimiento en el área de la teología cristiana, y se otorga con base en la finalización de ocho exámenes y una tesis de 40.000 palabras en cinco años.
El Union Theological College Presbiteriano como parte de Queen's University, Belfast también otorga la Licenciatura en Divinidad como una calificación de pregrado.

## Otros países
El título de Licenciatura en Divinidad ofrecido en la región del sur de Asia por las universidades afiliadas bajo el Senado de Serampore College es un título de posgrado con requisito de posgrado para la admisión, en el sentido de que solo los graduados pueden registrarse para BD. La universidad está pasando por un cambio para adoptar un curso de BD de tres años con trabajo de campo y ampliar su accesibilidad a través de la educación a distancia, este será considerado como el título esencial para la ordenación en las iglesias cristianas diaspóricas. Mientras tanto, la universidad ha implementado un programa MDiv integrado y orientado a la investigación de cinco años con especializaciones. 
Lo mismo se usa para aplicar en Nueva Zelanda, donde la licenciatura es BTheol. Hasta hace poco, ambos se ofrecían en la Universidad de Otago. El BD era el título de posgrado más antiguo y generalmente lo obtenían personas que se capacitaban para el ministerio en la Iglesia Presbiteriana. La Universidad de Otago ya no ofrece BD. 
En Moore Theological College en Sídney, Australia, el BD se clasifica como una licenciatura de posgrado en el sentido de que el requisito de ingreso normal es la finalización de otra licenciatura. El BD consta de cuatro años de cursos de teología con énfasis en estudios bíblicos, incluidos los idiomas originales. El título se puede otorgar con honores según las calificaciones y la finalización exitosa de un componente de investigación. El BD es la calificación básica para la ordenación en la Diócesis Anglicana de Sídney . Cursos de estudio similares (a menudo de solo tres años de duración) en instituciones comparables en Australia han sido reclasificados como Maestría en Divinidad. 
La Universidad Musulmana de Aligarh, Aligarh, India ofrece B.Th. y M.Th. en teología islámica sunita / chiita.
La Maestría en Divinidad ha reemplazado a la Licenciatura en Divinidad en la mayoría de los seminarios estadounidenses como el primer título profesional, ya que este último título implica en el sistema académico estadounidense que está a la par con una Licenciatura en Artes u otra educación básica de pregrado.